# Morton-on-Swale
Morton-on-Swale is een civil parish in het bestuurlijke gebied Hambleton, in het Engelse graafschap North Yorkshire.